# M16C

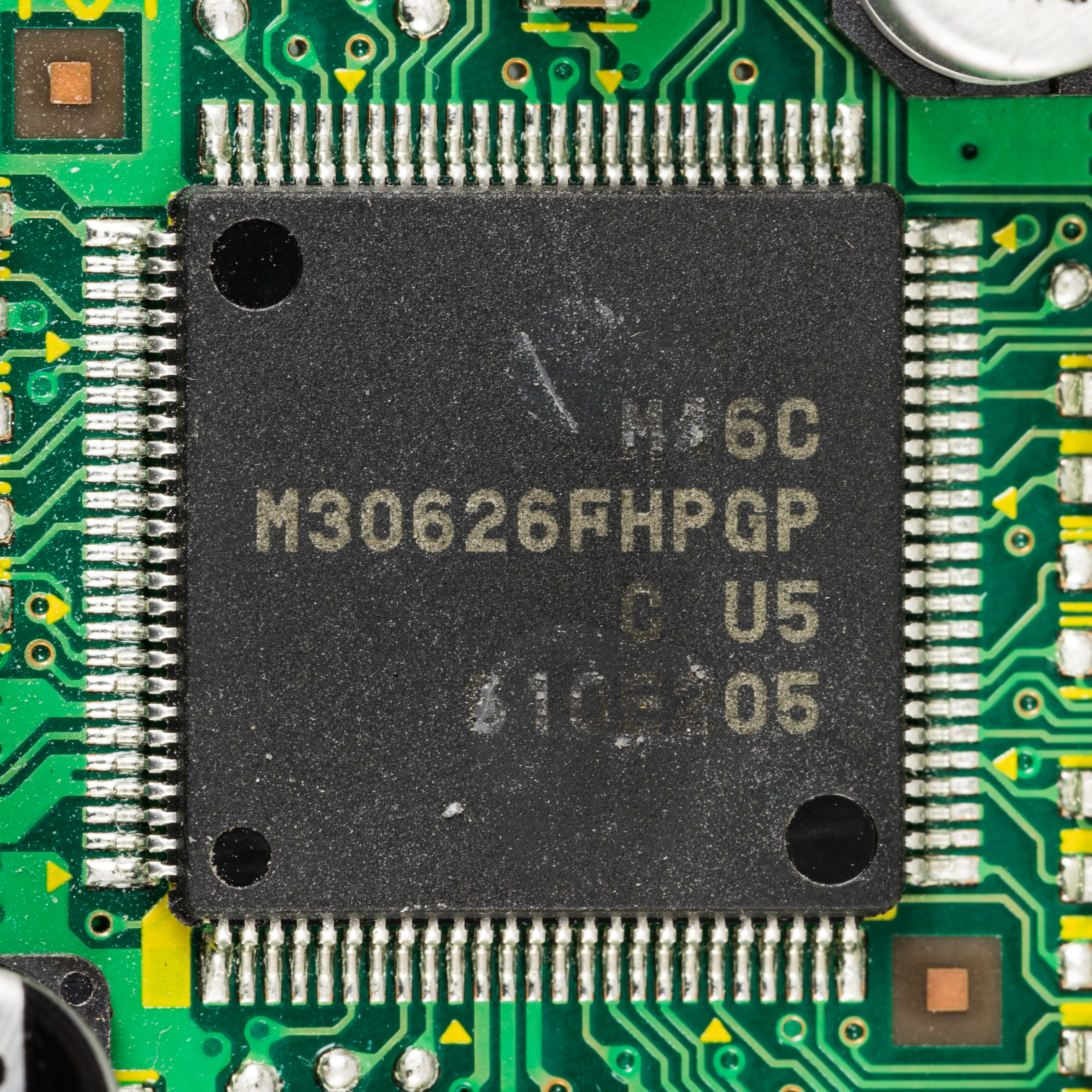
Renesas M16C

M16C ist der Name einer Familie von 16-Bit-Mikrocontrollern. Die ersten Versionen wurden von Mitsubishi Electric entwickelt und werden inzwischen von Renesas Electronics, dem ausgegliederten Halbleiterbereich von Mitsubishi, weiterentwickelt und hergestellt.
Die M16C-Familie besteht aus den Serien M16C/Tiny, M16C/10, M16C/20, M16C/30, M16C/50, M16C/60 und M16C/80 mit unterschiedlichen Versionen.
So variiert zum Beispiel die Taktfrequenz von 10 bis 32 MHz und der interne Speicher von 0 bis 768 KByte.
Allen gemeinsam ist: 
- die Registerarchitektur:
  - doppelt ausgeführter, umschaltbarer Arbeitsregistersatz 4 * 16 Bit (auch als 8- oder 32-Bit-Register verwendbar)
  - Adress- und Segmentregister
  - getrennte Stackpointer für Interrupts und Unterprogramme
- der Befehlssatz (16 Bit)
- der Adressumfang: 1 MByte
- die Standardperipherie (außer M16C/Tiny und M16C/10):
  - 11 * 16 Bit Timer/Zähler
  - UART/Clock Synchronous Serial Interface
  - 10 Bit A/D-Konverter
  - DMA Controller
  - CRC Calculator
  - Watchdog Timer

Typische Anwendungen für den M16C sind industrielle Steuerungen und automotive Untersysteme.